# Orthopontonia ornata
Orthopontonia ornata is een garnalensoort uit de familie van de Palaemonidae. De wetenschappelijke naam van de soort is voor het eerst geldig gepubliceerd in 1970 door Bruce.